# Ankobra
L’Ankobra est un fleuve du Ghana qui prend sa source au nord-est de Wiawso, et s'écoule plein sud. Il se déverse dans le Golfe de Guinée, au terme d'un parcours de 190 km.

## Présentation
Son cours se trouve donc en totalité dans le Ghana méridional,,

## Affluents
L’Ankobra reçoit les apports du Nini. 

## Aménagements et écologie
Il est navigable sur 80 km depuis l'embouchure : au-delà, les rapides font obstacle. Il existe plusieurs programmes d'aménagement hydroélectrique dans le nord du bassin hydrographique,. 
En 2003, une pollution au mercure et à l'arsenic a été signalée dans le bassin aurifère de la vallée de l'Ankobra,.

## Fort Elize Carthago
Les ruines d'un ancien comptoir néerlandais abandonné depuis 1711, le Fort Elize Carthago, se dressent à son embouchure.

## Galerie

Cours de l'Ankobra
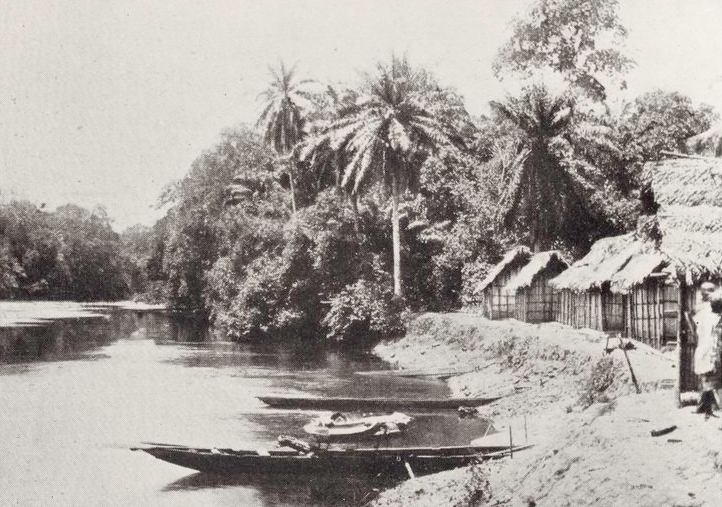
L'Ankobra en 1910.
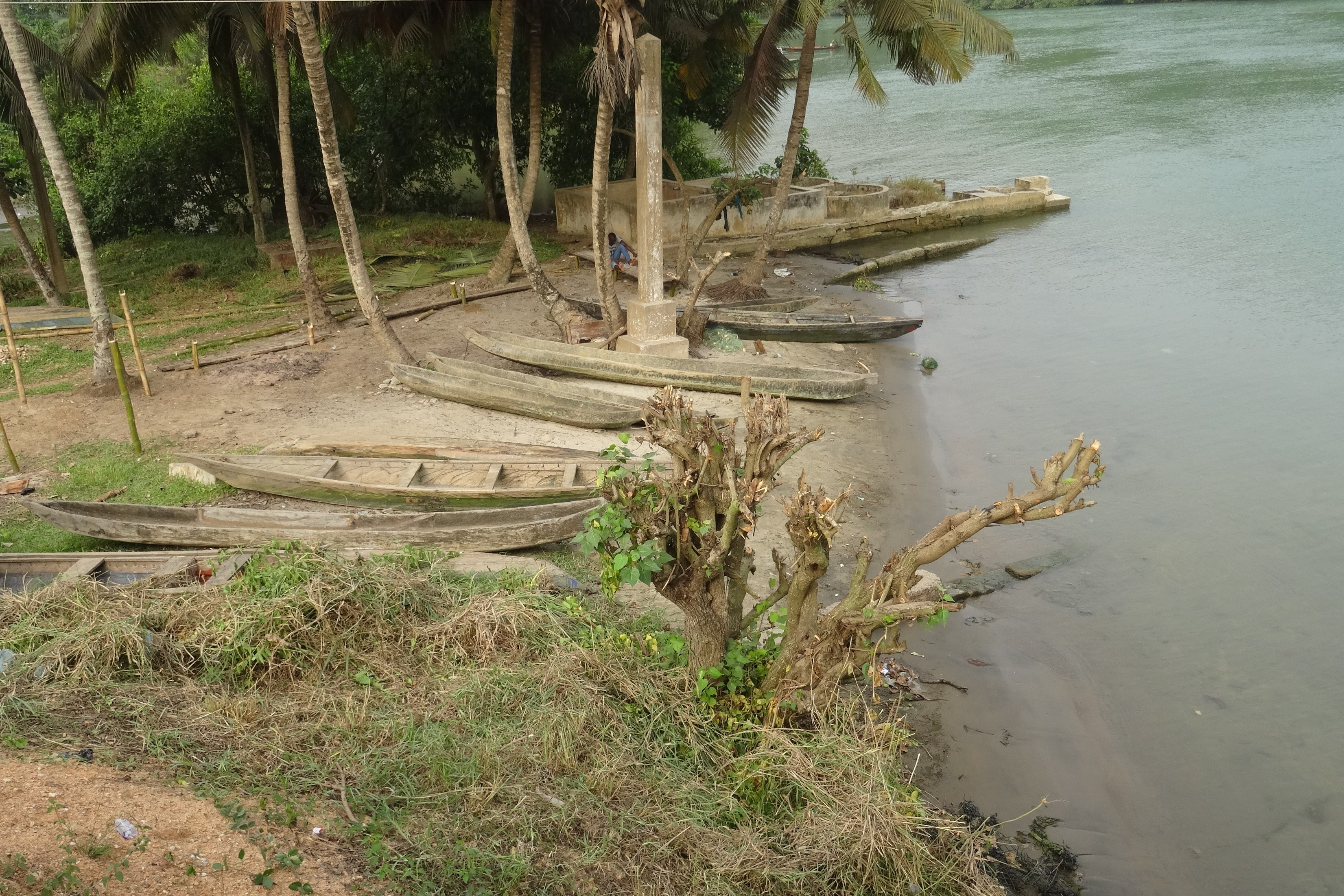
Navires de pêcheurs sur le fleuve
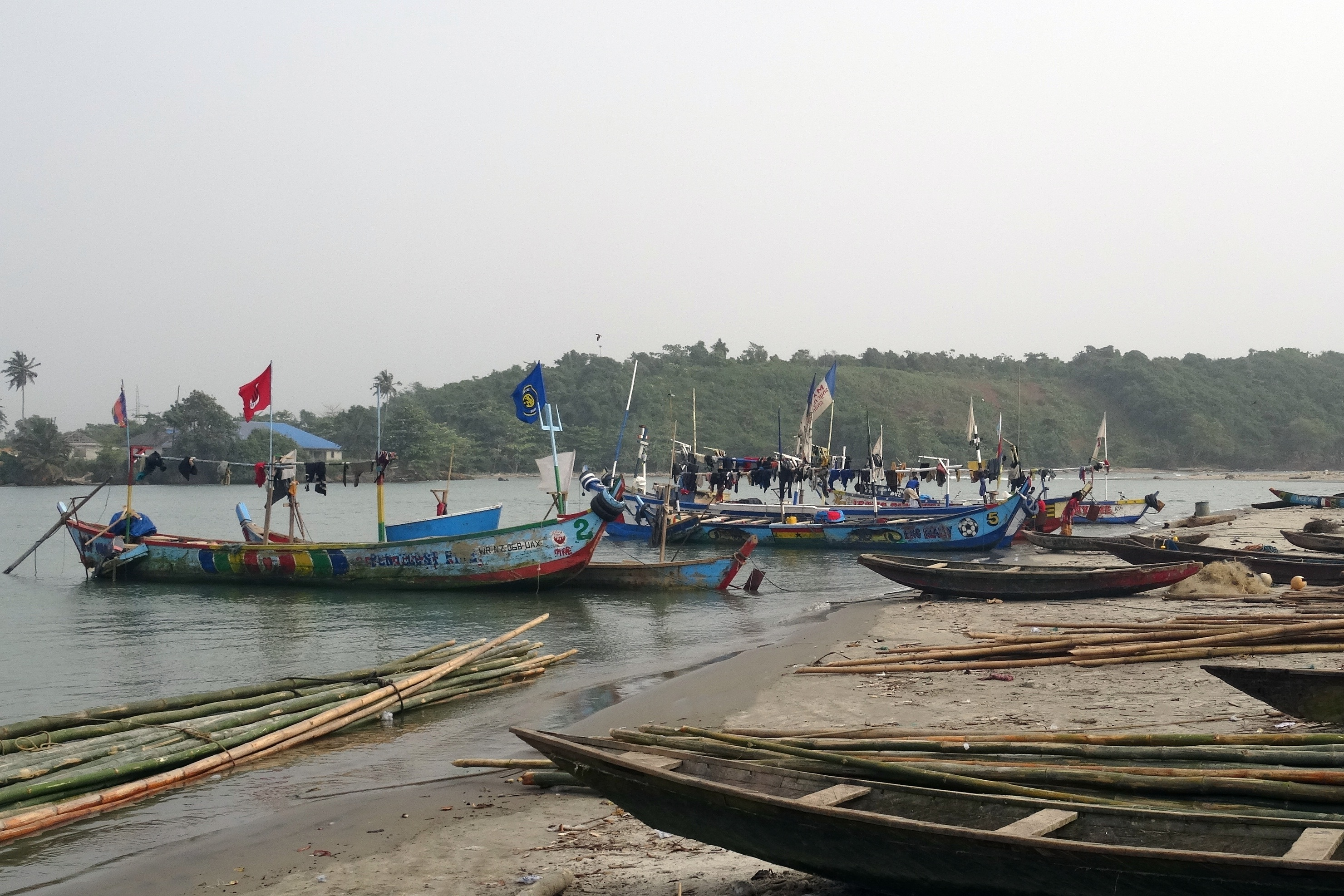
L'estuaire du fleuve